# 孙健 (1936年)
孙健（1936年—1997年11月），河北定兴人，中华人民共和国政治人物，原副国级领导人。天津内燃机厂工人，1958年12月加入中国共产党，是中共第十届候补中央委员；1973年11月任天津市委书记，1975年1月任中华人民共和国国务院副总理，1977年受審查，1978年3月被免职。

## 著作
《孙健副总理在全国基建会议上的讲话》（1975年4月12日）